# Hannchen-Mehrzweck-Stiftung
Die Hannchen-Mehrzweck-Stiftung (HMS) ist eine gemeinnützige Stiftung des bürgerlichen Rechts mit Sitz in Berlin, die es sich zur Aufgabe gemacht hat, kulturelle und emanzipatorische Projekte der Lesben- und Schwulenbewegung zu unterstützen. Die HMS unterliegt der Stiftungsaufsicht durch die Berliner Senatsverwaltung für Justiz gemäß den Vorschriften des Berliner Stiftungsgesetzes.
2013 wurde der Untertitel der Stiftung geändert in „die schwul-lesbische Stiftung für queere Bewegungen“; damit wurde der Umstand gewürdigt, dass die Jahre zuvor vermehrt Anträge aus dem Bereich LGBTIQ eingingen; 2014 wurde diesbezüglich auch der Stiftungszweck erweitert.

## Geschichte
Andreas Meyer-Hanno, Schwulenaktivist („Hannchen Mehrzweck“), Hochschullehrer und Opernregisseur, stellte im Jahr 1991 große Teile seines Privatvermögens als Stiftungskapital für die Gründung der HMS zur Verfügung. Die Stiftung wurde in demselben Jahr gegründet.
Meyer-Hanno war der deutschen Schwulenbewegung eng verbunden und verfolgte in seinem Wirken über Jahrzehnte hinweg das Ziel, die gesellschaftlichen Handlungsspielräume von Lesben und Schwulen auszuweiten und die Grundlagen für eine emanzipatorische Lesben- und Schwulenbewegung dauerhaft zu festigen.
Er war an der Gründung verschiedener Organisationen und Initiativen beteiligt, dabei kommt neben der HMS der Homosexuellen Selbsthilfe e.V. eine besondere Bedeutung zu. Sie kann als Vorgängerorganisation der HMS gelten und wurde bereits im Jahr 1980 ins Leben gerufen. Die beiden Organisationen arbeiten eng zusammen.
Nach seinem Tod im Jahr 2006 hat Andreas Meyer-Hanno die HMS in seinem Testament bedacht; zusammen mit weiteren Zustiftungen und mehreren Erbschaften beläuft sich das Stiftungskapital inzwischen auf über 3,9 Millionen Euro (Stand 12.2023). Die Anlagestrategie der Stiftung orientiert sich an zwei Prinzipien: dem Werterhalt des Stiftungsvermögens und der Nachhaltigkeit der Vermögensanlage. Seit 2011 beteiligt sich die hms an der Initiative Transparente Zivilgesellschaft, deren Teilnehmer sich verpflichten, nach einem bestimmten Format offenzulegen, welche Ziele ihre Organisation verfolgt, woher die Mittel stammen, wie sie verwendet werden und wer darüber entscheidet.

## Förderung durch die HMS
Die HMS fördert als gemeinnützige Stiftung ausschließlich Anträge von Organisationen, die als gemeinnützig und besonders förderungswürdig anerkannt wurden, in der Regel sind dies eingetragene Vereine aus dem Umfeld der Lesben- und Schwulenbewegung. 2014 wurde der Satzungszweck der HMS erweitert um den Passus „Das Aufklären über das Phänomen Homosexualität umfasst stets auch die Auseinandersetzung mit Geschlechterkategorien wie z. B. Transgender und Intersexualität.“
Der Satzungszweck der antragstellenden Organisationen muss sich im weiten Sinne den Bereichen Erziehung, Volks- und Berufsbildung zuordnen lassen.
Die Fördermittel gewinnt die HMS aus den Kapitalerträgen der Stiftung und aus Spenden, die steuerlich absetzbar sind. Jährlich werden derzeit Förderungen in Höhe von rund 90.000 Euro ausgeschüttet. Der Zuschuss je Projekt liegt in der Regel zwischen 500 und 5.000 Euro. Seit Gründung der Stiftung wurden über 600 Projekte mit rund 1.000.000 Euro unterstützt (Stand 01.2023).
Die Mittel werden ausschließlich als Zuschüsse vergeben, die inhaltliche Ausrichtung der Förderanträge muss vom Stiftungszweck gedeckt sein. Die Vergaberichtlinien der Stiftung sehen vor, dass von den Antragstellern Eigenleistungen in das Projekt einfließen müssen, die bei der Abrechnung in vollem Umfang zu berücksichtigen sind. Antragsformulare können auf der Internetseite der HMS heruntergeladen werden.
Der Anteil von Anträgen aus einem breiten Spektrum der LGBTIQ-Bewegung ist gegenüber den Anträgen aus der Schwulenbewegung über Jahre hinweg stetig gewachsen. Dementsprechend hat sich auch die Zusammensetzung des Stiftungsvorstandes verändert.
Durch eine Zustiftung des Historikers Wolfram Setz wurde 2006 ein Themenfonds eingerichtet: der Karl-Heinrich-Ulrichs-Fonds. Die HMS unterstützt aus den Erträgen dieses Fonds und aus zweckgebundenen Spenden Initiativen zur Erforschung, Dokumentation und Darstellung der Geschichte der Homosexuellen.
Durch eine Zustiftung von Josef Schnitzbauer wurde 2013 der David-Kato-Fonds eingerichtet. Der Förderschwerpunkt dieses Fonds liegt in der Aufklärung über die Situation von LGBTIQ in Ländern mit Verfolgungsdruck und Unterstützung von Menschen und Gruppen, die in diesen Ländern gegen Homophobie kämpfen.
Im Frühjahr 2020 wurde aus aktuellem Anlass ein „Corona-Soli-Fonds“ mit einem Volumen von 20.000 € eingerichtet. Insgesamt konnte die hms 16 Antragsteller mit Beträgen von 400 bis 2.000 Euro unterstützen. Konkret wurden Fördermittel bereitgestellt, u. a. um Fixkosten aufgrund coronabedingter Einnahmeausfälle zu decken oder technische Geräte / digitale Infrastruktur anzuschaffen zur Aufrechterhaltung von Kommunikation und Beratung (Online-Beratung). Im Frühjahr 2021 erfolgte eine Neuauflage des Corona-Soli-Fonds.
Seit 2021 unterstützt die HMS mit dem Waltraud-Schiffels-Fonds die Emanzipation von trans* Personen.

## Geförderte Projekte (Beispiele)
- Coming-Out-Beratungstelefon in Duisburg
- Errichtung des Frankfurter Engels, des Mahnmals Homosexuellenverfolgung auf dem Klaus-Mann-Platz in Frankfurt am Main
- Michael-Schmidpeter-Preis, Wettbewerb an bayerischen Schulen zum Thema Homosexualität, Ausrichter: Jugendnetzwerk Lambda Bayern e.V.[4]
- Jugendkreativwettbewerb Hands of Courage gegen Homophobie 2008 und 2009, Ausrichter: Maneo (Mann-O-Meter e.V., Berlin)[5]
- Egohelden, ein Jugendtheaterstück über Diskriminierung und Ausgrenzung schwuler Jugendlicher in Schulen und Sportvereinen 2008[6]
- Projektwochen Gegen Homophobie in der Schule, 2010
- Çürük / Die türkische Krankheit, einem Dokumentarfilm von Ulrike Böhnisch, 2011 www.curuk-film.de
- Fachtag „Liebe ohne Grenzen!? Homosexualität, Kultur, Migration“ 2012 (Netzwerk lesbischer und schwuler Gruppen in Bielefeld e.V.)
- „Ich wollte so normal sein, wie andere auch. Walter Guttmann erzählt sein Leben“ (hg. von Michael Bochow und Andreas Pretzel), Akademie Waldschlösschen, 2012
- Finanzielle Förderung der Emanzipationsarbeit für gleichgeschlechtlich Liebende in Malawi (2013)
- Fachtagung zu „Familie zählt! Lesbisch, schwul, hetero, bi, trans* - Hauptsache glücklich!“ (2013)
- Wissenschaftlich-kulturelles Begleitprogramm zu den Queeren Filmwochen 2013
- Int. Konferenz für Polizeibedienstete aus Europa und Organisationen aus dem Bereich LSBTTIQ; Hauptthemen: Homo- und Transphobie sowie die Lebenssituation von LSBTTIQ-Personen in Osteuropa (2014)
- „Gold for equal rights“ -Tagung zur Situation von LGBT und Menschen mit HIV in Russland (2014)
- Trans* im Alter (2014)
- Trans* Visible – Wissen und Support für Akzeptanz – gegen Gewalt (2015)
- Veranstaltung: IsLove – Begehren & Sexualität im Islam (2015)
- Aufbau eines LGBTI Communication Center mit Office in Malawi / Blantyre (2016)
- Theater „Njakungula (Ich werde mich erheben!)“, Paris (2016)
- We survived Anti-Gay-Laws! – Fachtagung zur strafrechtlichen Verfolgung und rechtspolitischen Aufarbeitung anti-homosexueller Gesetzgebung (2017)
- Fluchtgrund Homosexualität und Transidentität. Ein Sensibilisierungsprojekt für Sozialarbeiter, Ehrenamtliche und Security (2017)
- Ausstellung „Im Namen des Volkes!?“ / der §175 im Wandel der Zeit (2018)
- „Queens Of Eastern Europe“ – Fotoprojekt zu Drag-Aktivismus in acht osteuropäischen Ländern (2018)
- Hörbuch des Romans Zaunwerk von Felix Rexhausen (2022)[7]

## Organe
Die HMS wird von einem rein ehrenamtlich tätigen Vorstand geleitet; dieser wird in seinen Vergabeentscheidungen vom Stiftungsbeirat der HMS kontrolliert. Der Vorstand entscheidet in regelmäßigen Sitzungen über die Vergabe von Fördermitteln.
Der ebenfalls ehrenamtlich tätige Beirat setzt sich aus vier Persönlichkeiten der Lesben- und Schwulenbewegung zusammen, zu ihm zählten – bis zur Auflösung im Jahr 2024 – auch die Mitglieder des Vorstandes der Homosexuellen Selbsthilfe e.V.; der Beirat ist u. a. für die Wahl und Abberufung der Vorstandsmitglieder zuständig und stellt Richtlinien für die Vergabe von Stiftungsmitteln und die Anlage des Stiftungsvermögens auf.
Der Vorstand (2025):
- Karen Nolte (Heidelberg), Vorsitz
- Luan Pertl (Berlin), stellvertretender Vorsitz
- Tomka Weiss (Berlin)
- Daniela Busch (Berlin)
- Folke Brodersen (Kiel)

Der Beirat (2023):
- Robin Bauer (Stuttgart), Vorsitzender
- Michael Kallinen alias Michael Kloss, (Frankfurt am Main), stellvertretender Vorsitzender
- Dagmar Priepke (Frankfurt am Main),
- Arne Seydak (Berlin)